# James Marape
James Marape (ur. 24 kwietnia 1971 w Tari) – polityk Papui-Nowej Gwinei. Reprezentant ludu Huli. Wybrany do parlamentu jako reprezentant prowincji Hela w 2007 z ramienia National Alliance Party. Pełnił funkcję ministra edukacji (2008–2011). W trakcie kadencji przeszedł do Narodowego Frontu Ludowego. Ponownie wybrany do parlamentu w 2012 i 2017. W latach 2012–2017 był ministrem finansów. Po rezygnacji Petera O’Neilla i odejściu z People's National Congress Party 29 maja, 30 maja 2019 wybrany premierem Papui-Nowej Gwinei i został zaprzysiężony przez generalnego gubernatora Papui-Nowej Gwinei tego samego dnia.